# Abarema racemiflora
Espèce
Statut de conservation UICN

 LC  : Préoccupation mineure
Abarema racemiflora est une espèce de plantes à fleurs de la famille des Fabacées trouvée au Costa Rica en en Équateur.
Selon Plants of the World Online, c'est un synonyme de Punjuba racemiflora.Selon ce site, c'est un arbre qui pousse en milieu tropical humide.